# Panama ai Giochi della XXX Olimpiade
Panama ha partecipato ai Giochi della XXX Olimpiade di Londra che si sono svolti dal 27 luglio al 12 agosto 2012. È stata la 16ª partecipazione degli atleti panamensi ai giochi olimpici estivi.
Gli atleti della delegazione panamense sono stati 8 (6 uomini e 2 donne), in 5 discipline. Alla cerimonia di apertura il portabandiera è stato Irving Saladino, atleta specializzato nel salto in lungo. Il portabandiera della cerimonia di chiusura è stato il judoka Omar Simmonds Pea.
Nel corso della manifestazione Panama non ha ottenuto alcuna medaglia.

## Partecipanti
| Sport            | Uomini | Donne | Totale |
| ---------------- | ------ | ----- | ------ |
| Atletica Leggera | 2      | 1     | 3      |
| Judo             | 1      | 0     | 1      |
| Nuoto            | 2      | 0     | 2      |
| Pugilato         | 1      | 0     | 1      |
| Taekwondo        | 0      | 1     | 1      |
| Totale           | 6      | 2     | 8      |

## Atletica leggera
| Q | Qualificato al turno successivo per la posizione in qualificazione                                                           |
| q | Qualificato per il turno successivo per ripescaggio o, negli eventi su campo, conquistando la misura minima per qualificarsi |

### Maschile

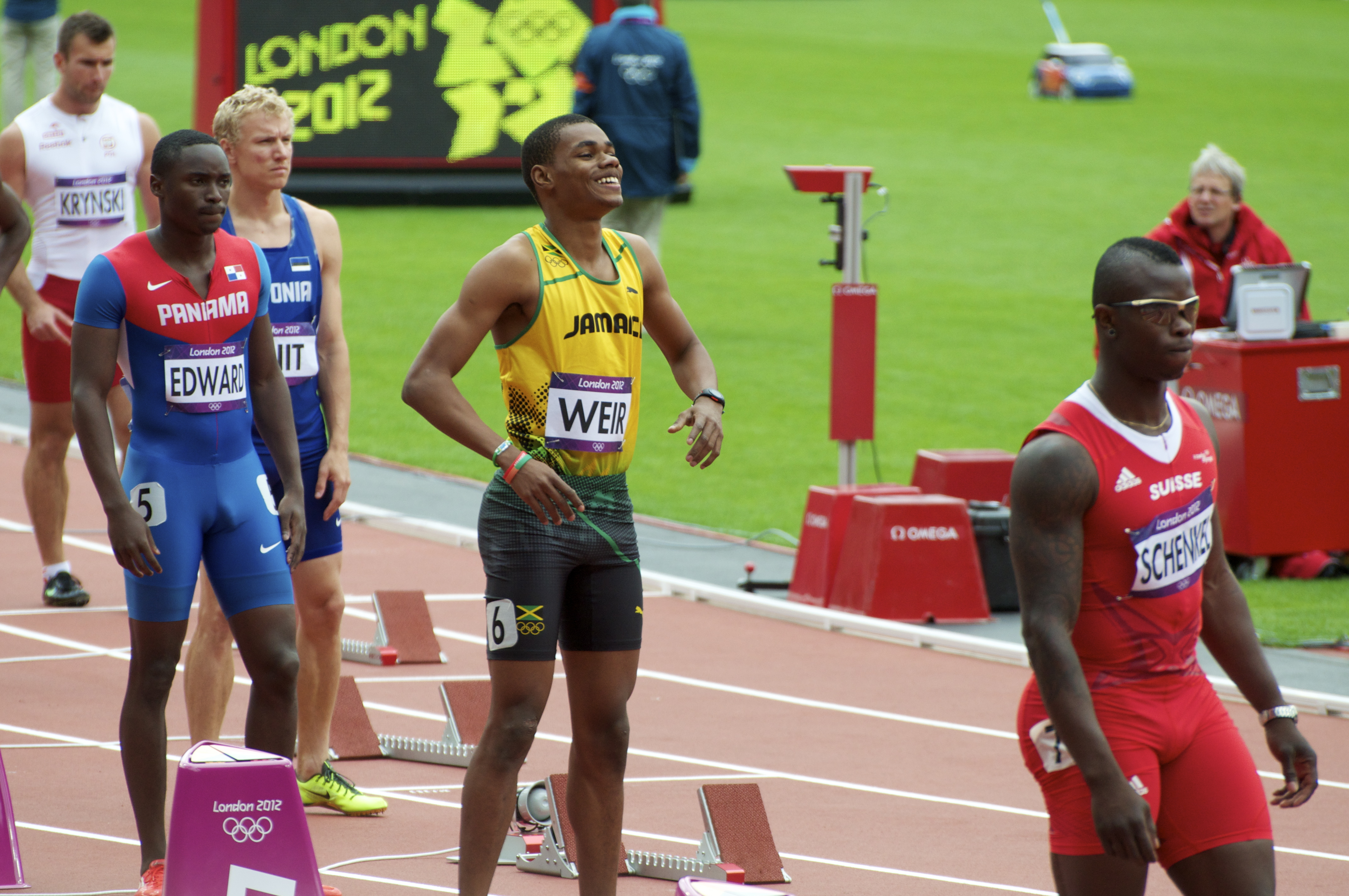
Alonso Edward (in blu) prima della gara dei 200 metri.

Eventi di corsa su pista e strada
| Atleta        | Evento | Batteria  | Batteria  | Semifinale      | Semifinale      | Finale          | Finale          |
| Atleta        | Evento | Risultato | Posizione | Risultato       | Posizione       | Risultato       | Posizione       |
| ------------- | ------ | --------- | --------- | --------------- | --------------- | --------------- | --------------- |
| Alonso Edward | 200 m  | DSQ       | DSQ       | non qualificato | non qualificato | non qualificato | non qualificato |

Eventi su campo
| Atleta          | Evento         | Qualifica | Qualifica | Finale          | Finale          |
| Atleta          | Evento         | Distanza  | Posizione | Distanza        | Posizione       |
| --------------- | -------------- | --------- | --------- | --------------- | --------------- |
| Irving Saladino | Salto in lungo | NM        | -         | non qualificato | non qualificato |

### Femminile
Eventi di corsa su pista e strada
| Atleta        | Evento | Batteria  | Batteria  | Semifinale      | Semifinale      | Finale          | Finale          |
| Atleta        | Evento | Risultato | Posizione | Risultato       | Posizione       | Risultato       | Posizione       |
| ------------- | ------ | --------- | --------- | --------------- | --------------- | --------------- | --------------- |
| Andrea Ferris | 800 m  | 2'05"59   | 5ª        | non qualificata | non qualificata | non qualificata | non qualificata |

## Judo
Maschile
| Atleta            | Evento | 16-esimi             | Ottavi                          | Quarti               | Semifinali           | Ripescaggio          | Med. bronzo          | Finale               | Posizione       |                 |
| Atleta            | Evento | Avversario Risultato | Avversario Risultato            | Avversario Risultato | Avversario Risultato | Avversario Risultato | Avversario Risultato | Avversario Risultato | Posizione       |                 |
| ----------------- | ------ | -------------------- | ------------------------------- | -------------------- | -------------------- | -------------------- | -------------------- | -------------------- | --------------- | --------------- |
| Omar Simmonds Pea | −81 kg | N.D.                 | J. Bottieau (BEL) P (0001-1100) | non qualificato      | non qualificato      | non qualificato      | non qualificato      | non qualificato      | non qualificato | non qualificato |

## Nuoto e sport acquatici

### Nuoto
Maschile
| Atleta         | Evento         | Batterie | Batterie   | Semifinali      | Semifinali      | Finale          | Finale          |
| Atleta         | Evento         | Tempo    | Classifica | Tempo           | Classifica      | Tempo           | Classifica      |
| -------------- | -------------- | -------- | ---------- | --------------- | --------------- | --------------- | --------------- |
| Diego Castillo | 200 m farfalla | 2'04"72  | 35º        | non qualificato | non qualificato | non qualificato | non qualificato |
| Edgar Crespo   | 100 m rana     | 1'02"18  | 35º        | non qualificato | non qualificato | non qualificato | non qualificato |

## Pugilato
Maschile
| Atleta              | Evento                | Sedicesimi              | Ottavi di finale     | Quarti di finale     | Semifinali           | Finale               | Pos. |
| Atleta              | Evento                | Avversario Risultato    | Avversario Risultato | Avversario Risultato | Avversario Risultato | Avversario Risultato | Pos. |
| ------------------- | --------------------- | ----------------------- | -------------------- | -------------------- | -------------------- | -------------------- | ---- |
| Juan Huertas Garcia | Pesi leggeri (-60 kg) | F. Verdejo (PUR) P 5-11 | non qualificato      | non qualificato      | non qualificato      | non qualificato      | 17º  |

## Taekwondo
Femminile
| Atleta            | Evento | Ottavi                 | Quarti               | Semifinale           | Ripescaggio Turno 1      | Ripescaggio Turno 2  | Finale               | Classifica      |
| Atleta            | Evento | Avversario Risultato   | Avversario Risultato | Avversario Risultato | Avversario Risultato     | Avversario Risultato | Avversario Risultato | Classifica      |
| ----------------- | ------ | ---------------------- | -------------------- | -------------------- | ------------------------ | -------------------- | -------------------- | --------------- |
| Carolena Carstens | −49 kg | B. Yagüe (ESP) P (2-7) | non qualificata      | non qualificata      | J. Alegría (MEX) P (2-7) | non qualificata      | non qualificata      | non qualificata |